# Kantai Collection (anime)
Pour le jeu en ligne, voir Kantai Collection.
Kantai Collection (艦隊これくしょん, Kantai Korekushon), connu sous le nom abrégé KanColle (艦これ, KanKore), est un anime japonais de douze épisodes produit par le studio Diomedéa, basé sur le jeu du même nom de Kadokawa Games. La série est annoncée en septembre 2013, et est originellement diffusée sur Tokyo MX et KBS entre le 8 janvier et le 26 mars 2015. Dans les pays francophones, la série est diffusée en simulcast par Crunchyroll.
Un film d'animation, intitulé KanColle: The Movie (劇場版艦これ, Gekijō-ban KanKore), est sorti le 26 novembre 2016.
Un deuxième anime, réalisé par le studio ENGI, et intitulé KanColle: Itsuka ano umi de (「艦これ」いつかあの海で, Kan kore itsuka ano umi de, « KanColle : Un Jour dans cette Mer » ou « Fleet Girls Collection 1944 -I・TSU・KA・A・NO・U・MI・DE- » selon la transcription officielle), est diffusé à partir de novembre 2022.

## Synopsis

### 1er Anime
La série prend Fubuki comme personnage principal, l'histoire suivant son point de vue. Dans un monde où l'humanité fait face à la menace de la Flotte des Abysses qui a pris le contrôle des mers, de jeunes filles humaines équipées des tenues armées et possédant l'esprit des navires de guerre du passé, appelées kanmusu (艦娘, littéralement « filles-navires ») sont les seules capables de la contrer. Les kanmusu vivent ensemble dans une base navale, où elles passent leur vie quotidienne pour se former au combat.
Fubuki arrive à la base navale, où elle rencontre d'autres filles aux côtés desquelles elle finira par combattre. Malgré l'absence de formation adéquate au combat, elle est intégrée à la Troisième Escadre Torpille par l'amiral, et se retrouve rapidement en sortie pour une bataille. Après avoir été sauvée par Akagi de façon in extremis, Fubuki fait de son mieux afin de s'améliorer, avec l'espoir de finalement pouvoir se battre aux côtés d'Akagi.

### 2nd Anime
La série prend ici Shigure comme personnage principal, et se déroule dans un univers différent de celui du premier anime ou des jeux, se situant ici directement lors la Seconde Guerre mondiale, à partir d'octobre 1944. On y suit une marine japonaise en difficulté face aux forces abyssales, forcée d'élaborer des missions suicide, tels que la bataille du golfe de Leyte où Shigure fait partie de la force de diversion lors de la bataille du détroit de Surigao.

## Personnages
Toutes les filles portent les noms de véritables navires historiques et héritent de leurs caractéristiques tel le type du navire, l'armement et le tonnage (proportionnel à leur taille). Par exemple Shimakaze, tout comme le destroyer, est petite, rapide, et a un quintuple tube lance-torpilles.

### Destroyers
Fubuki (吹雪)
Voix japonaise : Sumire Uesaka
Destroyer nouveau à la base navale, et affecté à la Troisième Escadre Torpille (第三水雷戦隊 Dai-san suirai sentai), Fubuki est le principal protagoniste de la série. Polie et timide, au début de la série, elle n'a aucune expérience au combat avant son transfert à la base, et est maladroite. Elle est affectée temporairement à la zone de la Flotte Sud-Ouest (南西方面艦隊, Nansei Homen kantai) lors de la bataille de la zone Sud-Ouest, avant d'être transférée à la Cinquième Escadre Mobile (第五遊撃部隊, Dai-go yūgeki butai) lors de l'opération MO et l'Opération FS, où elle gagne le respect de ses pairs, qui l'ont choisie comme leur Flagship. Ayant une profonde admiration pour Akagi, elle rêve de devenir finalement son escorte, éventuellement à la suite de sa première rénovation.
Mutsuki (睦月)
Voix japonaise : Rina Hidaka
L'une des membres de la Troisième Escadre Torpille. La première kanmusu que Fubuki rencontre dans la base, Mutsuki a une personnalité joyeuse et responsable. Elle est ensuite transférée à la Quatrième Flotte (第四艦隊, Dai-yon kantai) avec Mogami lors de l'opération FS.
Yudachi (夕立)
Voix japonaise : Yumi Tanibe
Un autre destroyer de la Troisième Escadre Torpille, aux côtés de Fubuki et Mutsuki, qui a une attitude décontractée. Elle a un tic verbal quand elle parle, ajoutant souvent « poi » (ぽい, peut-être) dans ses phrases (une référence à ses actions incertaines lors de la bataille de Guadalcanal). Elle est ensuite transférée à la flotte de Naka pendant l'opération FS, avant d'obtenir une seconde refonte et d'être transférée à nouveau à la Première Division de Porte-Avions (第一機動部隊, Dai-ichi kidō butai) (comportant Akagi).
Kisaragi (如月)
Voix japonaise : Rina Hidaka
Un autre destroyer attribué à la Quatrième Escadre Torpille (第四水雷戦隊, Dai-yon suirai sentai) au cours de la bataille de l'île W. Elle a une personnalité mature, encore plus mature que sa sœur aînée Mutsuki. Elle est coulée lors de la bataille de l'île W.
Yayoi (弥生), Mochizuki (望月)
Voix japonaise : Rina Hidaka
Deux destroyers que Fubuki et Mutsuki ont rencontré au cours de la séance d'information du raid de l'île W. Mochizuki est somnoleuse, alors que Yayoi est plutôt impassible. Les deux sont plus tard affectés à la Quatrième Escadre Torpille pendant la bataille de l'île W.
Akatsuki (暁), Hibiki (響), Ikazuchi (雷), Inazuma (電)
Voix japonaise : Aya Suzaki
Quatre destroyers appartenant à la Sixième Division de Destroyer (第六駆逐隊 Dai-roku kuchikutai) et affectés à la deuxième flotte de soutien (第二支援艦隊Dai-ni shien kantai) (Akatsuki et Hibiki) et à la Première Division de Porte-Avions (Ikazuchi et Inazuma) au cours de la bataille de « la Mer en face de la base navale ». Akatsuki se considère comme une femme mature, Hibiki a tendance à parler russe fréquemment, parlant rarement, et disant « хорошо » (khorosho, « Très bien » en russe), Ikazuchi a une personnalité très attentionnée et confiante, et Inazuma est une fille timide. Akatsuki et Ikazuchi se querellent souvent, blamant l'autre quand quelque chose tourne mal, comme quand elles utilisent un lance-flammes pour faire cuire leur curry plus vite, carbonisant la marmite, et dont Inazuma reporte la faute sur Akatsuki.
Shimakaze (島風)
Voix japonaise : Ayane Sakura
Un destroyer qui se prétend être le plus rapide de sa flotte, qui a attribué à la flotte de la zone Sud-Ouest de la lors de la bataille de la zone Sud-Ouest. Elle a une personnalité hyperactive et tend à sauter dans les pièces comme un lapin en attendant, au point d'oublier ce qu'est sa prochaine mission.

### Porte-avions
Akagi (赤城)
Voix japonaise : Saki Fujita
Un porte-avion appartenant à la première division de porte-avions (第一航空戦隊(一航戦) Dai-ichi Koku sentai (Ikkōsen)). Akagi engage les navires ennemis en tirant des flèches avec son arc, qui se transforment en avion piloté par des fées. En raison de ses combats passés, elle est tenue en haute estime dans toute la base. Son appétit massif est seulement surpassé par le cuirassé de classe Yamato.
Kaga (加賀)
Voix japonaise : Yuka Iguchi
Un porte-avion de la première division de porte-avions lors de la bataille, qui accompagne souvent Akagi. Elle n'aime pas Shōkaku et Zuikaku de la cinquième division de porte-avions (第五航空戦隊(五航戦) Dai-go Koku sentai (Gokōsen)), et ne se sent pas confiante pour donner des ordres aux kanmusus de sa classe. Elle refuse notamment de suivre les ordres de Zuikaku, compte tenu de ses ordres peu judicieux, mais elle apprécie les filles qui travaillent dur. Elle est distante, mais semble avoir un faible pour Akagi. Elle est ensuite affectée à la Cinquième Escadre Mobile lors de l'opération MO et l'opération FS.
Soryuu (蒼龍), Hiryuu (飛龍)
Voix japonaise : Sumire Uesaka
Deux porte-avions de la deuxième division de porte-avions affectés à la Première Division de Porte-Avions lors de la bataille de « la Mer en face de la base navale ».
Shōkaku (翔鶴)
Voix japonaise : Iori Nomizu
Un porte-avion de la cinquième division de porte-avions puis affecté à la Quatrième Flotte pendant la bataille de « la Mer en face de la base navale ». Elle a conseillé sa sœur Zuikaku d'éviter de discuter avec Kaga, mais elle semble avoir satirisé Kaga et la Première Division de Porte-Avions.
Zuikaku (瑞鶴)
Voix japonaise : Iori Nomizu
Un autre porte-avions de la cinquième division de porte-avions affecté à la Cinquième Flotte mobile lors de l'opération MO et l'opération FS. Tout comme Kaga qui n'aime pas la cinquième division de porte-avions, Zuikaku n'aime pas aussi la première division de porte-avions, bien que Fubuki aide plus tard Zuikaku à faciliter sa relation avec Kaga.
Taihō (大鳳)
Voix japonaise : Mamiko Noto
Un porte-avions qui a été vu la dernière fois à titre d'observateur de l'opération MI, apparaissant comme une silhouette obscure. Elle a finalement fait son apparition complète dans la dernière phase de l'opération MI comme renfort, finissant des navires abyssaux restants. Contrairement aux autres porte-avions, elle utilise une chu ko nu pour lancer ses avions.

### Porte-avions légers
Shōhō (祥鳳)
Un porte-avions léger d'une autre base navale. Au cours de l'opération MO, elle est affectée à la Force stratégique principale MO (MO攻略本隊 Emu Ò Kōryaku Hontai) avec Aoba, Furutaka, Kako et Kinugasa, est sort aussi dans la Force de couverture (掩護部隊 Engo Butai) de classe Tenryū et Tatsuta, mais elle est gravement endommagée par le raid aérien des porte-avions ennemis.
Chitose (千歳), Chiyoda (千代田)
Deux porte-hydravions apparaissant brièvement dans la reconnaissance avant l'opération MI.

### Cuirassés
Kongō (金剛), Hiei (比叡), Haruna (榛名), Kirishima (霧島)
Voix japonaise : Nao Tōyama
Les quatre sœurs Kongō sont affectées à la Deuxième Flotte de Support (Kongō et Hiei) et à la Quatrième Flotte (Haruna et Kirishima) au cours de la bataille de « la Mer en face de la base navale ». Pendant la bataille de l'île W, elles agissent ensemble en tant que membres de la Deuxième Flotte (第二艦隊Dai-ni kantai), et plus tard dans le cadre de la Flotte de la zone Sud-Ouest pendant la bataille de la région Sud-Ouest.
Ces quatre kanmusu ont des personnalités différentes. Kongō est gaie et a l'habitude d'utiliser des mots anglais, ce qui reflète le navire qu'elle incarne, construit en Angleterre. Hiei a un complexe pour sa sœur aînée Kongō, devenant jalouse dès qu'elle est ignorée. Haruna est humble et parle à la troisième personne, tandis que Kirishimase se dit être le cerveaux des quatre sœurs et a l'habitude de tester les microphones.
Pendant l'opération MO et le l'opération FS, Kongō est transférée à la Cinquième Flotte mobile, où elle agit séparée de ses sister ship.
Nagato (長門), Mutsu (陸奥)
Voix japonaise : Ayane Sakura
Deux cuirassés qui prennent le commandement depuis la salle de communication de la base navale, relayant les ordres de l'amiral aux flottes. Nagato fait la plupart du commandement, alors que Mutsu agit en assistante. Nagato est la voix grave et nonobstant de l'autorité, mais a un faible pour les animaux mignons et agit en révélant son côté plus doux, tandis que Mutsu est plus sage et séduisante, et a un faible pour Nagato.
Yamato (大和)
Voix japonaise : Ayana Taketatsu
Le navire de guerre le plus puissant jamais mis à flot, elle est la carte maîtresse de la marine et son existence a été gardée secrète. Elle dirige une base avancée dans les îles Truk lors de l'opération FS. Cependant, en raison de son besoin de grandes quantités de nourriture et de fournitures, elle possède une expérience limitée en mer. Historiquement, ses conditions de vie étaient luxueuses d'où son surnom de « Hôtel Yamato », un surnom qu'elle déteste.

### Croiseurslourds
Ashigara (足柄)
Voix japonaise : Risa Taneda
Un croiseur lourd qui travaille en tant que professeur à l'école de la base navale. C'est une enseignante très stricte, punissant Yudachi en lui donnant plus de devoirs après l'école, restant fidèle à son surnom « The Hungry Wolf ». Elle est également mauvaise pour obtenir des rendez-vous avec des hommes.
Nachi (那智), Haguro (羽黒)
Voix japonaise : Risa Taneda
Deux croiseurs lourds qui, comme Ashigara, travaillent aussi comme professeurs à l'école de la base navale. Nachi a une personnalité sérieuse, tandis que Haguro est une fille timide.
Takao (高雄)
Voix japonaise : Nao Tōyama
Un autre croiseur lourd que Fubuki a rencontré lors de la préparation pour le raid sur W Island. Sa personnalité reflète Atago, en ce sens qu'elle est le plus responsable des deux.
Atago (愛宕)
Voix japonaise : Nao Tōyama
Un croiseur lourd affecté à la Quatrième Flotte pendant la bataille de la mer en face de la base navale, que Fubuki à percutée en cherchant Akagi dans les bains du dortoir. Toutefois, en raison d'un malentendu, elle laissa Fubuki entrée dans les sources chaudes, pensant qu'elle est gravement endommagé.
Mogami (最上)
Voix japonaise : Aya Suzaki
Un croiseur porte-avions affecté à la deuxième flotte de soutien au cours de la bataille de « la Mer en face de la base navale » et plus tard la Quatrième Flotte lors de l'opération FS avec Mutsuki.
Tone (利根), Chikuma (筑摩)
Voix japonaise : Yuka Iguchi
Deux croiseurs lourds qui, comme les sœurs Myoko, travaillent comme enseignants à l'école de la base navale. Tone enseigne en cours de sport dans la classe des destroyers, et elle et Chikuma supervisent la formation de Fubuki.
Furutaka (古鷹), Kako (加古)
Deux croiseurs lourds qui vont apparaître dans le prochain film. Elles ont des personnalités différentes. Furutaka prétend être un croiseur sérieux, tandis que Kako est somnolente.
Chōkai (鳥海)
Un croiseur lourd qui va paraître dans le prochain film. Elle est vue dans la dernière scène observant Kitakami et Ōi ensemble dans le parc de la base navale dans la bande-annonce officielle.

### Croiseurslégers
Kuma (球磨), Tama (多摩)
Voix japonaise : Ayane Sakura
Deux croiseurs légers affectés à la Quatrième Flotte pendant la bataille de « la Mer en face de la base navale » et plus tard la Quatrième Escadre Torpille pendant la bataille de l'île W. Elles ont leur propre tic verbal, Kuma insert souvent « kuma » dans ses phrases, alors que Tama ajoute « Nya ».
Kitakami (北上), Ōi (大井)
Voix japonaise : Yuka Otsubo
Deux croiseurs lance-torpilles. Elles sont toujours ensemble en raison de l'obsession de Ōi pour Kitakami, qui se méfie de toute personne qui touche ou parle avec Kitakami, les traitant de façon grossière et furieuse. Elles font partie de la Cinquième Flotte mobile lors de l'opération MO et l'opération FS.
Ōi dit qu'Elles ne sont pas croiseurs légers, mais des croiseurs lance-torpies.
Aux Îles Truk, Ōi est également montré comme ayant peur des serpents.
Yubari (夕張)
Voix japonaise : Sarah Emi Bridcutt
Un autre croiseur léger affecté à la deuxième flotte de soutien au cours de la bataille de « la Mer en face de la base navale », qui deviendra plus tard le vaisseau amiral de la Quatrième Escadre Torpille pendant la bataille de l'île W. Pendant l'opération MO, elle est devenue le fleuron de la Troisième Flotte (第三艦隊 Dai-san kantai), ainsi que de la Force Stratégique principale MO et de la force de couverture d'une autre base navale, avec la tâche de soutenir la Cinquième Flotte mobile.
Oyodo (大淀)
Voix japonaise : Ayako Kawasumi
Un croiseur léger qui agit aussi comme un donneur de quête pour les kanmusu. Elle localise principalement les bases ennemies au radar de la salle des communications et prévient la flotte quand un ennemi a été repéré. Elle est également responsable de l'équipement donné au kanmusu avant leur sortie.
Sendai (川内), Jintsu (神通), Naka (那珂)
Voix japonaise : Ayane Sakura
Trois croiseurs légers appartenant à la Troisième Escadre Torpille. Elles donnent chacune à Fubuki différentes sessions de formation. Sendai entraine Fubuki à l'équilibre (les Destroyers de type spécial ont tendance à perdre l'équilibre), Jintsu entraine à la précision , et Naka en la confiance (i.e. sourire face à l'autre kanmusu). Jintsu est le fleuron de la Troisième Escadre Torpille.
Ces trois kanmusu présentent des caractéristiques différentes. Sendai est énergique et aime les batailles de nuit. Jintsu est douce et calme mais aussi responsable. Naka est toujours active et heureuse, ells aime chanter et danser, s'identifiant comme l'idole de la base navale.
Naka sera plus tard transférée à une autre flotte qui se compose également d'un ancien membre Troisième Escadre Torpille, Yudachi, lors de l'opération FS.

### Autres
Mamiya (間宮)
Voix japonaise : Yui Horie
Un navire d'approvisionnement alimentaire qui travaille comme chef du restaurant et de la base navale : le café Mamiya (甘味処間宮 Kanmi-dokoro Mamiya). Elle fait la plupart du temps des bonbons comme des parfaits pour les kanmusus.
Amiral (commandant) (提督(司令官, Teitoku (Shireikan))
L'amiral de tous les kanmusu, visible uniquement comme ombre ou intervenant avec une vision à la première personne. Il est supposé être représenté sans visage et sans voix afin de ne pas interférer avec la vision propre des téléspectateurs de l'amiral, comme les amiraux du jeu sont les joueurs eux-mêmes. Le sexe de l'amiral est également ambigu, même si la version sous-titrée de Crunchyroll se réfère à lui comme un homme.

## Diffusion
La série est dirigée par Keizō Kusakawa, avec le scénario écrit par Jukki Hanada, et avec les mêmes doubleurs que pour le jeu original. La série est diffusée au Japon entre le 8 janvier et le 26 mars 2015 et en simulcast par Crunchyroll dans les pays francophones. La série est licenciée en Australie par Madman Entertainment. La chanson du thème d'ouverture est « Miiro » (海色, « la couleur de l'océan ») interprété par Akino de Bless4, et le thème final est « Fubuki » (吹雪, « Blizzard ») de Shiena Nishizawa.

### Liste des épisodes

#### 1er Anime
| No | Titre français                                            | Titre japonais                   | Titre japonais                           | Date de 1re diffusion |
| No | Titre français                                            | Kanji                            | Rōmaji                                   | Date de 1re diffusion |
| --- | --------------------------------------------------------- | -------------------------------- | ---------------------------------------- | --------------------- |
| 1 | Bonjour, commandant !                                     | 初めまして！司令官！             | Hajimemashite! Shireikan!                | 7 janvier 2015        |
| Fubuki arrive à la base navale comme nouvelle venue et intègre la Troisième Escadre Torpille, où elle est introduite par Mutsuki au reste de son escadre. Après une rencontre brusque et une salutation avec Akagi de la Première Division de Porte-Avions durant sont entraînement, Fubuki se détend avec ses nouvelles camarades d'escouade. Pendant ce temps, la Quatrième Flotte localise la base de la Flotte des Abysses, et l'amiral ordonne de commencer un assaut pendant que la Quatrième Flotte se retire. La Première Division de Porte-Avions, la seconde Flotte de Support et la Troisième Escadre Torpille partent donc en sortie, mais dans de l'escadron de Fubuki, elles apprennent que Fubuki n'a jamais participé à une bataille avant. L'escadron engage alors un groupe de destroyers ennemis, et quand Fubuki est sur le point d'être coulée, le groupe ennemi est détruit par les aéronefs de la Première Division de Porte-Avions. |                                                           |                                  |                                          |                       |
| 2 | Aucun détour, aucune honte, aucun ressentiment !          | 悖らず、恥じず、憾まず！         | Motorazu, hajizu, uramazu!               | 14 janvier 2015       |
| Fubuki a décidé de devenir aussi forte que Akagi, afin qu'elle puisse se battre dans la même flotte qu'elle. Fubuki reçoit alors une série de sessions de formation par les autres kanmusu, avec des entraînements à l'équilibre, la visée, et le renforcement de sa confiance. Pendant ce temps, Akagi est à une séance de formation sur cible supervisée par Kaga. Au cours de la session scolaire, Ashigara punit Yuudachi pour ne pas faire ses devoirs en lui donnant plus de devoirs. Ashigara donne alors au destroyer une question à propos des torpilles type 93, dont Fubuki chuchote la réponse. Ashigara pose alors à Fubuki une question sur les avantages de ces torpilles, et elle y répond parfaitement. Peu de temps après l'école, après de nombreuses tentatives d'équilibre lors de la formation de Sendai, Fubuki a décidé de parler à Akagi aux bains, mais percute Atago récemment réparée, qui la laisse rentrer croyant qu'elle est endommagée. Fubuki essayera ensuite de sourire à Naka son entraîneur, avec beaucoup d'embarras, et somnolera le lendemain à la suite de tous ces entraînements. Fubuki plus tard continuera sa formation à l'équilibre avec Sendai à la nuit tombée. |                                                           |                                  |                                          |                       |
| 3 | Plan de conquête de l'île W !                             | W島攻略作戦！                    | U-Tō kōryaku sakusen!                    | 21 janvier 2015       |
| L'escadron de Fubuki, la Troisième Escadre Torpille, et la Quatrième Escadre Torpille composées de Yubari, Kuma, Tama, Mochizuki, Yayoi et Kisaragi sont envoyées en opération pour vaincre un escadron de torpilleurs ennemis résidant dans l'île W en les attirant au cours de la nuit. Fubuki devient nerveuse au sujet de l'opération car elle n'est toujours pas confiance en ses capacités. Cependant ses amis lui remontent le moral et lui souhaitent bonne chance avant l'opération, et le matin, Fubuki rencontre Akagi lors de la pratique du matin. Akagi donne à Fubuki quelques conseils en tant que Kanmusu, donnant ainsi à Fubuki plus de confiance en elle-même. Les Troisième et Quatrième Escadre Torpille sont envoyées à l'opération pendant la journée afin de faire la reconnaissance sur la flotte ennemie jusqu'à la nuit pour lancer leur mission. Cependant, leur manœuvre est arrêtée lorsque deux porte-avions légers de classe-Nu (Flotte des Abysses ) découvrent l'emplacement de l'escadron de Fubuki, les forçant à battre en retraite et fuir loin de l'escadron de torpilleur ennemi qui commence à les poursuivre, avec plusieurs avions abyssaux. Grâce aux efforts de l'escadron de Fubuki, la Quatrième Escadre Torpille, et des renforts de la Deuxième flotte composée de Kongō, Hiei, Haruna et Kirishima, qui étaient arrivées après une expédition, l'escadron de torpilleurs ennemi est forcé de battre en retraite et les porte-avions légers de classe-Nu sont vaincus. Cependant, Kisaragi est coulée par un bombardier en patrouillant seule. |                                                           |                                  |                                          |                       |
| 4 | À notre tour, maintenant ! Follow me !                    | 私たちの出番ネ！ Follow me!      | Watashi-tachi no deban ne! Forō mī!      | 28 janvier 2015       |
| Mutsuki, qui avait grandi avec Kisaragi (sa sister ship), reste dans le déni de sa mort, continue à attendre sur les quais son retour. Se demandant comment s'y prendre pour aider son ami, Fubuki, avec destroyer Shimakaze, sont affectés à une mission avec les quatre sœurs Kongō : Kongō, Hiei, Haruna et Kirishima, pour une bataille contre la Flotte des Abysses dans des conditions pluvieuses. Le jour de la mission, Fubuki et les autres doivent trouver un moyen de faire ressortir Shimakaze qui a oublié la mission, et qui est finalement attirée dans une pause thé. Au cours de la mission, les préoccupations de Fubuki pour Mutsuki commencent à l'accabler, mais Kongō la sauve et la calme avant de battre la flotte ennemie. En rentrant, Fubuki embrasse Mutsuki, la serrant fermement jusqu'à ce qu'elle laisse échapper toutes ses émotions pour Kisaragi et accepte finalement sa perte. |                                                           |                                  |                                          |                       |
| 5 | Ne me compare pas avec la 5e division de porte-avions !   | 五航戦の子なんかと一緒にしないで | Gokōsen no ko nanka to issho ni shinaide | 4 février 2015        |
| L'amiral annonce une réorganisation des flottes. Fubuki et le reste de la Troisième Escadre Torpille passent alors leur dernière nuit ensemble pour renforcer leur esprit de torpille quelle que soit la flotte où elles finiront. Fubuki se retrouve dans la Cinquième Escadre Mobile avec Kongō, Kitakami, Ōi, Kaga, et Zuikaku, découvrant rapidement que ces deux dernières ne peuvent pas s' entendre, car elles viennent de divisions de porte-avions différentes. Comme Fubuki se lamente de son escadre, Akagi lui explique que les divisions ont été faites pour préparer les filles pour une mission de contre-attaque contre la Flotte des Abysses. Argumentant sur qui devrait être le flagship, les filles décident de se relayer ce rôle, chacune échouant en raison de leur propre égoïsme. Juste quand Zuikaku envisage de demander à l'amiral de réaffecter les groupes, l'unité est lancée dans une attaque contre la Flotte des Abysses, avec Fubuki donnant calmement des ordres avant d'agir comme un leurre, permettant à l'unité de vaincre l'ennemi. Impressionné par sa capacité à prendre le commandement, l'escadre nomme à l'unanimité Fubuki pour être le flagship et commencent à s’entendre mieux. |                                                           |                                  |                                          |                       |
| 6 | La 6e escadre de destroyers. Mission dans l'Océan Curry ! | 第六駆逐隊、カレー洋作戦！       | Dai-roku-kuchikutai, karē-yō sakusen!    | 11 février 2015       |
| Le concours annuel du curry de la base navale est annoncé, avec la recette de la gagnante qui sera utilisée dans le menu officiel. La Sixième Division de Destroyer, composé de Akatsuki, Hibiki, Ikazuchi et Inazuma, a l'espoir de gagner le concours pour devenir de véritables « ladies », mais aucune d'entre elles n'a fait le curry avant. Malgré diverses mésaventures dans leurs tentatives de succès avec leur curry, le groupe reste néanmoins déterminé. Le jour de la compétition, la plupart des équipes en compétition finissent par se faire éliminer, laissant juste la Sixième Division contre Ashigara et Haguro, qui les intimident avec leur recette. Après avoir jugé les deux plats, Nagato choisit le curry de la Sixième Division comme vainqueur, car elle ne supporte pas les plats épicés. |                                                           |                                  |                                          |                       |
| 7 | Je déteste la 1re division de porte-avions !              | 一航戦なんて、大ッッキライ！     | Ikkōsen nante, dai-kkkirai!              | 18 février 2015       |
| Au cours d'une escarmouche contre la Flotte des Abysses par la Cinquième Escadre Mobile, Kaga est endommagé en protégeant Zuikaku, qui n'a pas remarqué une torpille en essayant de montrer à Kaga sa supériorité. Une importante mission a lieu le lendemain et aucune réparation instantanée n'est disponibles. Nagato laisse Shōkaku prendre la place de Kaga lors des réparations, partageant aussi avec Fubuki certaines préoccupations que l'amiral a concernant la Flotte des Abysses. Au cours de la mission, Fubuki, ayant appris que la Flotte des Abysses peut comprendre leurs codes, dit a Shōkaku et Zuikaku d'envoyer des avions après que la flotte principale ait été attaquée et qu'une fille est à la dérive à cause de bombardiers en piquets cachés. Pendant que Fubuki et les autres engagent et détruisent une flotte ennemie, Shōkaku et Zuikaku se trouvent prises dans une embuscade par une autre flotte de support à l'affût, incapable d'envoyer des avions supplémentaires ou contacter les autres, avec Shōkaku qui est gravement endommagée. Se souvenant des paroles de Kaga, Zuikaku parie sur le peu de chance en se cachant dans une tempête à proximité, et parvient à se tenir à l'écart jusqu'à que Fubuki et les autres viennent à leur aide repousser l'ennemi, endommager le porte-avions et couler le reste de sa flotte, forçant à battre en retraite dans la tempête. |                                                           |                                  |                                          |                       |
| 8 | Ce n’est pas un hôtel !                                   | ホテルじゃありませんっ！         | Hoteru ja arimasen!                      | 25 février 2015       |
| Après leur bataille, le groupe de Fubuki arrive à l'île de Truk où se trouve la base pour l'opération FS, et où elles rencontrent le cuirassé nommé Yamato, qui n'a jamais été réellement en mer. Rappelant pourquoi elle se n'a pas été autorisée dans la bataille quand elle a commencé, Fubuki essaie de faire venir Yamato pour aller nager avec elle, mais elle est immédiatement arrêtée par Nagato. Plus tard, pendant la nuit, Fubuki prend Yamato en secret, mais dès que Yamato met les pieds sur l'eau, elle a une grande faim. Nagato explique plus tard la raison pour laquelle Yamato n'a jamais été envoyée en mission à cause de la quantité de carburant et des ressources qu'elle consomme. Après avoir obtenu un peu d'inspiration de Mutsuki et Yuudachi, Fubuki construit un radeau afin qu'elles puissent amener Yamato en mer sans utiliser aucune de ses ressources. Sur le chemin, elles rencontrent une escadrille de la Flotte des Abysses, que Yamato parvient à détruire avec son armement, obtenant de légères éloges de Nagato. |                                                           |                                  |                                          |                       |
| 9 | Seconde amélioration ?                                    | 改二っぽい?!                     | Kai ni-ppoi?!                            | 4 mars 2015           |
| Yuudachi commence soudainement à émettre une lueur étrange et est prise dans l'usine. Lorsque Fubuki et Mutsuki vont lui rendre visite, elles découvrent Yuudachi qui a été « rénovée » (ou refondue/remodelée) en une personne complètement différente avec de nouveaux équipements, grâce à son expérience acquise. Plus tard cette nuit, Yuudachi apprend qu'elle est en cours de transfert dans la Première Division de Porte-Avions, tandis que Fubuki est informée que la Cinquième Escadre Mobile est dissoute et elle est renvoyée à la base navale. Elle est bouleversée, jusqu'à ce qu'elle regarde la formation Yuudachi avec son nouvel équipement et apprend que les autres filles destroyer ont pris Fubuki comme un modèle leur donnant envie de travailler plus. Alors que Fubuki et son escorte naviguent vers la base navale, un porte-avions de classe-Wo envoie une escadrille de chasseurs / bombardiers pour attaquer la base. Bien qu'aucun des navires ne soit perdu dans l'attaque, l'amiral manque à l'appel, puisqu'il/elle est resté(e) derrière pour s'assurer que tout le monde est en sécurité. Après que les filles de la flotte aient travaillé ensemble pour reconstruire la base, Nagato annonce que l'amiral avant sa disparition a écrit en instructions, que Fubuki doit être rénovée. |                                                           |                                  |                                          |                       |
| 10 | Faisons de notre mieux !                                  | 頑張っていきましょう!            | Ganbatte ikimashō!                       | 11 mars 2015          |
| Comme Nagato et les autres filles du commandement tentent de déterminer à partir des ordres de l'amiral où la base Abyssal est, Fubuki intensifie sa formation dans l'espoir d'obtenir l'expérience nécessaire pour être rénovée, décourageant Mutsuki qui passe moins de temps avec elle. Lorsque Fubuki et Troisième Escadre Torpille réformée rencontrent la Flotte des Abysses au cours d'une mission de reconnaissance, Fubuki se précipite dans l'espoir d'accroître son expérience tout en subissant de lourds dégâts dans le processus, à peine en resort elle vivante. Quand elle se réveille dans les docks, elle est grondée par Mutsuki, qui ne veut pas la perdre comme Kisaragi. Plus tard dans la nuit Fubuki la trouve et s'excuse, lui expliquant quand elle a rencontré le commandant et ce qu'il lui a dit peu de temps après son arrivée, où elle lui apparut en rêve, lui donnant envie d'aider tout le monde, vue par Akagi et Kaga. Le lendemain, Akagi demande à Fubuki de l'escorter lors de sa prochaine mission, mais Kaga décide de tester Fubuki pour voir si elle est digne de les escorter en contrant ses avions. Malgré beaucoup difficulté et de graves dégâts, Fubuki reçoit des encouragements d'Akagi et Mutsuki et passe le test, activant sa rénovation, bien que sa rénovation ne soit pas trop différente d'avant (par rapport à Yuudachi). Ensuite Nagato déclare que la base MI est la prochaine cible pour la contre-attaque de la flotte. |                                                           |                                  |                                          |                       |
| 11 | Lancement de l’Opération MI !                             | MI作戦！発動！                   | Emu ai sakusen! Hatsudō!                 | 18 mars 2015          |
| Après que Akagi ait fait un cauchemar dans lequel sa flotte est totalement vaincue lors de l'opération, elle demande à Nagato de changer le protocole de fonctionnement, dans l'espoir de prévenir la catastrophe qu'elle présent. Peu après, Nagato annonce la flotte de combat, comprenant les Première et Deuxième Divisionde Porte-Avions, Kongō, Hiei, Fubuki, Yuudachi et Kitakami, qui doivent rencontrer Yamato et d'autres navires pour attaquer MI avec une deuxième flotte préparant une embuscade depuis une base plus petite. Fubuki, Yuudachi et Mutsuki se rencontrent et se promettent de revenir entière, pendant que Mutsu tente de réconforter Nagato, qui doute de la réussite de la mission. La mission commencée, Akagi décide de laisser Kongō et Fubuki à attendre les autres, tandis que les porte-avions commencent l'attaque. Elles découvrent une Princesse Aérodrome et lancent une attaque surprise, l’endommageant sévèrement, mais quand elles se préparent pour la deuxième vague, le porte-avions borgne de classe-Wo lance sa propre attaque surprise avec deux porte-avions de classe-Nu, plusieurs destroyers, un torpilleur et des croiseurs léger. Voyant son arc détruit et ses coéquipiers subir de lourds dégâts, Akagi, sentant qu'elle avait échoué à changer le destin, reste immobile alors qu'un bombardier se dirige vers elle. |                                                           |                                  |                                          |                       |
| 12 | Des bombardiers ennemis en piqué, des bombardiers !       | 敵機直上、急降下！               | Tekki chokujō, kyūkōka!                  | 25 mars 2015          |
| Fubuki arrive à temps pour sauver Akagi, et est rejointe peu après par Kongou, la flotte de Yamato, et un grand nombre de renforts, aidant la flotte à revenir à l'offensive. Après qu'Akagi et Kaga aient reçues des flèches supplémentaires de Zuikaku et Shokaku et aient détruite la piste de la Princesse Aérodrome, Yamato utilise sa puissance de feu pour la vaincre et détruire la base. Une autre flotte Abyssal apparaissant, Yamato explique qu'il y a un étrange pouvoir répétant des événements du passé, qui est mis en évidence par la Princesse Aérodrome se régénérant et se renforçant. Le groupe est assisté par l'arrivée de Nagato, qui arrive avec l'ensemble de la flotte après avoir déterminé le vrai sens derrière les plans de l'amiral, mais se retrouvent incapables de stopper la Princesse Aérodrome, car la Princesse Midway se régénère. Toutefois, elles sont rejointes par le porte-avions blindé Taihou, qui a été envoyé par l'amiral retrouvé en toute sécurité, tandis que Fubuki bat le porte-avions de classe-Wo restant, mettant fin à la régénération de la Princesse Aérodrome et conduisant à sa défaite. Tous les navires reviennent en toute sécurité dans la base navale, et Fubuki est à nouveau accueillie par l'amiral. |                                                           |                                  |                                          |                       |

#### 2nd Anime
| No | Titre français                    | Titre japonais | Titre japonais    | Date de 1re diffusion |
| No | Titre français                    | Kanji          | Rōmaji            | Date de 1re diffusion |
| -- | --------------------------------- | -------------- | ----------------- | --------------------- |
| 1  | Jour du Départ                    | 出撃の日       | Shutsugeki no hi  | 3 novembre 2022       |
| 2  | Vers le Détroit                   | 海峡へ         | Kaikyō e          | 10 novembre 2022      |
| 3  | Bataille Nocturne dans le Détroit | 海峡夜戦       | Kaikyō ya sen     | 17 novembre 2022      |
| 4  | Sasebo                            | 佐世保         | Sasebo            | 15 décembre 2022      |
| 5  | 2e Escadron de Torpilleurs        | 二水戦         | Nisuisen          | 22 décembre 2022      |
| 6  | Nuages Sombres                    | 暗雲           | An'un             | 19 janvier 2023       |
| 7  | Guérilla Navale                   | 海上遊撃戦     | Kaijō yūgeki-sen  | 12 février 2023       |
| 8  | Un Jour dans cette Mer            | いつかあの海で | Itsuka ano umi de | 25 mars 2023          |

## Réception

### Révisionnisme
L'orientation politique peu claire de la franchise porte à controverse. 
L'histoire suit des "filles navires" qui sont d'abord toutes des transpositions de navires de la marine impériale japonaise de la Seconde Guerre mondiale.
De plus, la "flotte des abysses" est en premier lieux une représentation de la marine américaine, utilisant notamment des doctrines similaires (beaucoup recours à l'aviation et aux sous-marins), et la principale ennemie du 1er anime est la "princesse aérodrome Midway". Aussi, dans le jeu, la majorité des premières unités abyssales utilises des armement en système d'unités impériales (comme les américain) en opposition au système métrique utilisé par les japonais. 
Ainsi, les protagonistes vont suivre diverses batailles analogues aux réelles batailles de la Guerre du Pacifique, notamment la bataille de Midway à la fin du 1er anime, qui contrairement à défaite retentissante des japonais lors de la vraie bataille, se conclue ici par une victoire au fil du rasoir des protagonistes. 
En effet, le fil rouge de la franchise est le fait de "défier son destin", ainsi, quand le porte avions Akagi fait des cauchemars sur la défaite de la flotte, elle se remémore sont passé de navire de guerre, et ainsi, lors de sa bataille, elle est capable de défier sa destiné avec le reste de la flotte, ici différente de la vraie flotte d'époque (comme c'est généralement le cas dans le jeu).
Cette notion de "défiance du destin" étant relativement subtile, elle est parfois perçue comme du révisionnisme centré sur le Japon, là où la franchise s'adresse en réalité à un public exclusivement japonais qui ne connais que trop peu sa propre histoire, notamment à cause de véritables politiques révisionnistes.
Ces accusations sont notamment retournées dans le jeu et le second anime, où de nombreux navires Alliés rejoignent les forces nippones, et où sont également affrontées des forces de l'Axe, avec des défaites Alliées devenues victorieuses.
Par exemple, lors du second anime, bien qu'elles arrivent à globalement à vaincre les diverses ennemies qu'elles rencontres, les forces japonaises sont en difficulté tout du long de la série, avec leur première ennemie majeur étant la version abyssale des cuirassés japonais Fusō et Yamashiro. La série se conclue également sur ce qui ressemble à une défaite ou au moins victoire très couteuse des forces japonaises, ici assistées des forces alliées britanniques et américaines.